# Курикін Сергій Іванович
Сергі́й Іва́нович Кури́кін (нар. 1 червня 1959, Київ) — український політик. Міністр екології та природних ресурсів України у 2001—2002, в.о. міністра у 2015—2016 роках. Також колишній голова Зеленої партії України.

## Біографія
Народився 1 червня 1959 (м. Київ); українець; одружений; має сина.
Освіта: Київський державний педагогічний інститут, історичний факультет (1976—1981), вчитель історії та суспільствознавства; Київський національний університет ім. Т. Шевченка, Інститут міжнародних відносин, відділ міжнародного права (1998—2001), магістр міжнародного права.
1981 — учитель історії, СШ № 218 м. Києва. 
1981—1983 — служба в армії, Далекосхідний ВОкр. 
1983—1984 — старший лаборант кафедри філософії Київського державного педагогічного інституту.
1984—1988 — викладач історії та суспільствознавства, Київська середня спеціальна музична школа-інтернат ім. М. Лисенка. 
1985—1987 — слухач факультету підвищення кваліфікації лекторів Київського університету ім. Т. Шевченка. 
1988—1995 — викладач кафедри історії України Київського державного лінґвістичного університету.
1995—1997 — консультант, Академія політичних наук України. 
1997—1998 — заступник голови з політичних питань ПЗУ.
09.06.2001—30.11.2002 — Міністр екології та природних ресурсів України. 
2003—2006 — голова Політради ПЗУ (на постійній основі). 
З 1987 — учасник руху Зелених в Україні. Один з засновників Асоціації «Зелений світ». Член Комітету Європейської зеленої партії (2003—2006). 
Позаштатний радник Секретаря Ради національної безпеки і оборони України (2003—04). 
Голова Політради ПЗУ (10.1992—08.2006), заступник голови ПЗУ.
Народний депутат України 3-го скликання 03.1998—10.2001 від ПЗУ, № 4 в списку. На час виборів: заступник голови ПЗУ з політичних питань. Член Комітету у закордонних справах і зв'язках з СНД (з 07.1998); голова підкомітету з міжнародних договорів Комітету у закордонних справах і зв'язках з СНД, уповноважений представник фракції ПЗУ (з 05.1998); член Парламентської Асамблеї Ради Європи (з 05.1998). 03.1998 — кандидат в народні депутати України, виб. окр. № 96 Київської області. З'яв. 70.8 %, за 1.7 %, 12 місце з 21 претендентів. Склав депутатські повноваження 18.10.2001.
04.2002 кандидат в народні депутати України від ПЗУ, № 4 в списку. На час виборів: Міністр екології та природних ресурсів України, член ПЗУ.
03.2006 кандидат в народні депутати України від ПЗУ, № 3 в списку. На час виборів: заступник голови ПЗУ.